# Polycitor searli
Polycitor searli är en sjöpungsart som beskrevs av Kott 1952. Polycitor searli ingår i släktet Polycitor och familjen Polycitoridae. Inga underarter finns listade i Catalogue of Life.